# امام‌قلی بی‌لی (آق‌دام)
امام‌قلی بی‌لی (به لاتین: İmamqulubəyli) یک منطقه مسکونی در جمهوری آذربایجان است که در شهرستان آق‌دام واقع شده است.